# Projekt 206MR
Projekt 206MR (v kódu NATO třída Matka) je třída křídlatých raketových člunů sovětského námořnictva z doby studené války. Celkem bylo postaveno dvanáct jednotek této třídy. Do služby byly zařazeny v letech 1977–1983. Dalšími uživateli se stalo Ruské námořnictvo, Ukrajinské námořnictvo a Gruzínské námořnictvo.

## Stavba

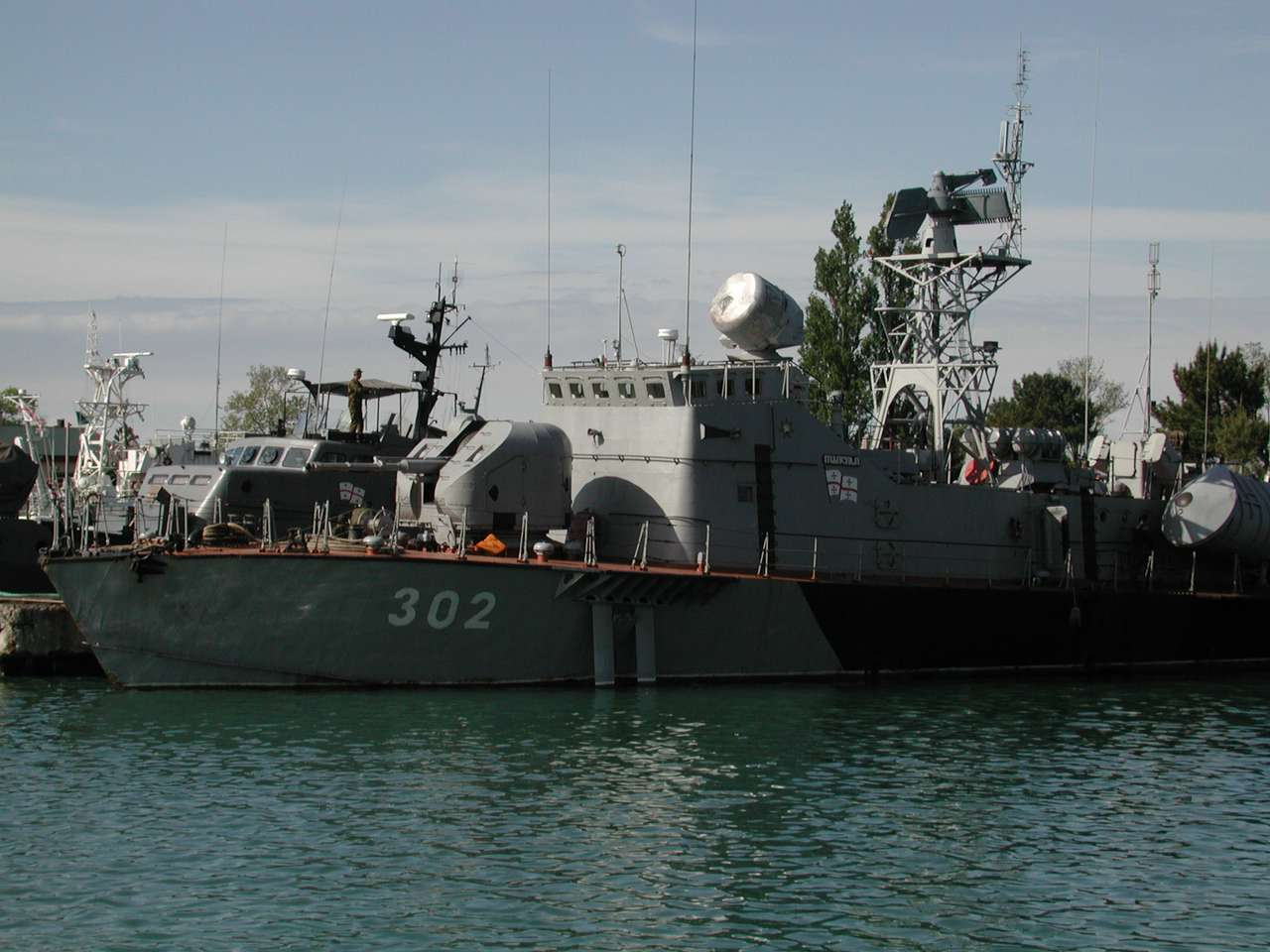
Gruzínský raketový člun Tbilisi

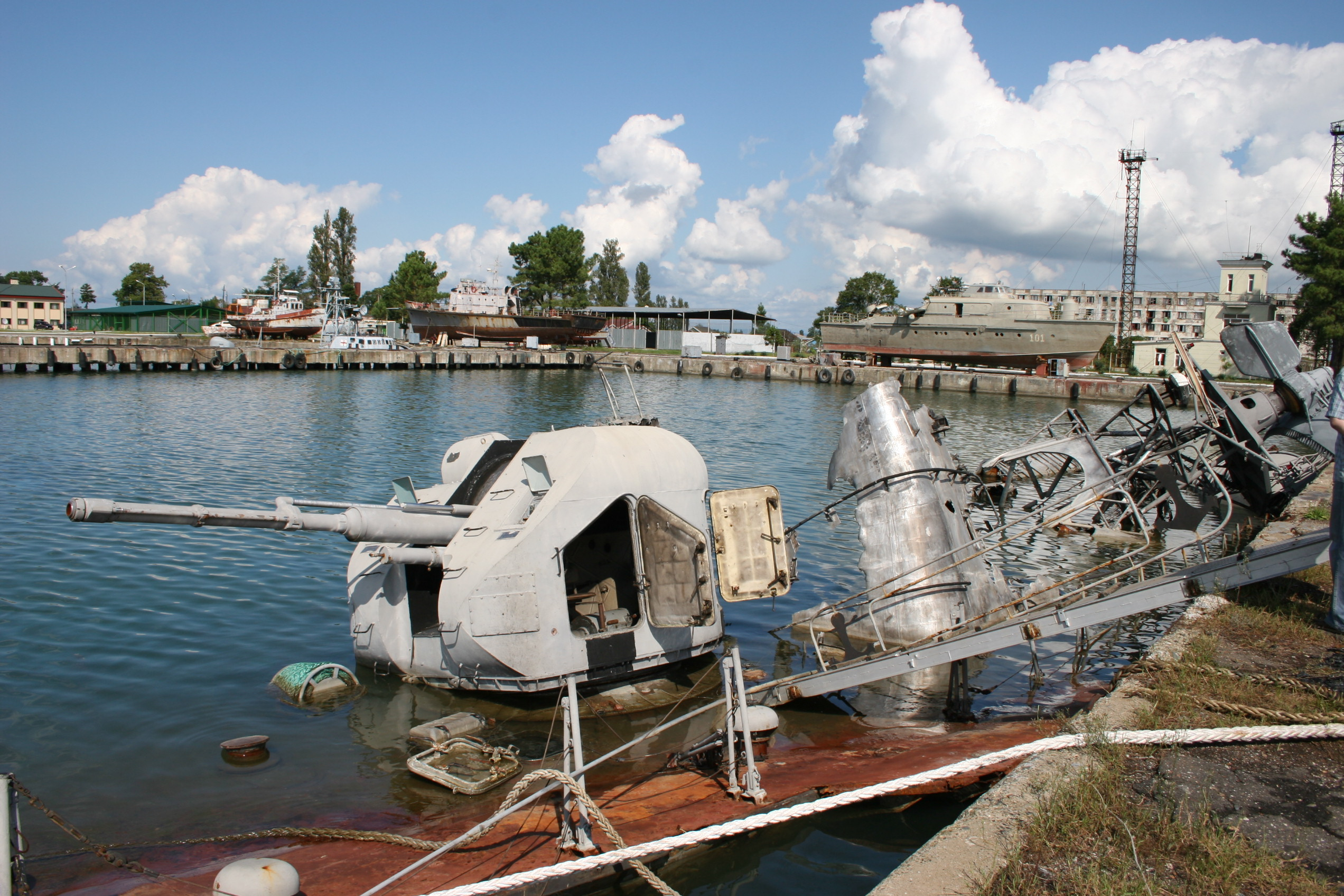
Vrak gruzínského raketového člunu Tbilisi potopený v Poti

Celkem bylo v letech 1977–1983 dokončeno dvanáct člunů této třídy.

## Konstrukce
Trup a pohonný systém byly převzaty z třídy Osa II, trup však dostal pomocná křídla. Výzbroj tvoří jeden 76mm kanón AK-176M ve věži na přídi, jeden 30mm rotační kanón kompletu AK-630M ve věži na přídi a dvě protilodní střely P-15 Termit. K obraně proti útokům ze vzduchu sloužilo čtyřnásobné odpalovací zařízení MTU-4, pro které bylo na palubě šestnáct protiletadlových řízených střel 9K34 Strela-3. Pohonný systém tvoří tři diesely M-520 o celkovém výkonu 15 000 hp, roztáčející trojici lodních šroubů. Nejvyšší rychlost dosahuje 43 uzlů. Dosah je 2000 námořních mil při rychlosti dvanáct uzlů a 1100 námořních mil při rychlosti 35 uzlů.

## Uživatelé
Gruzie

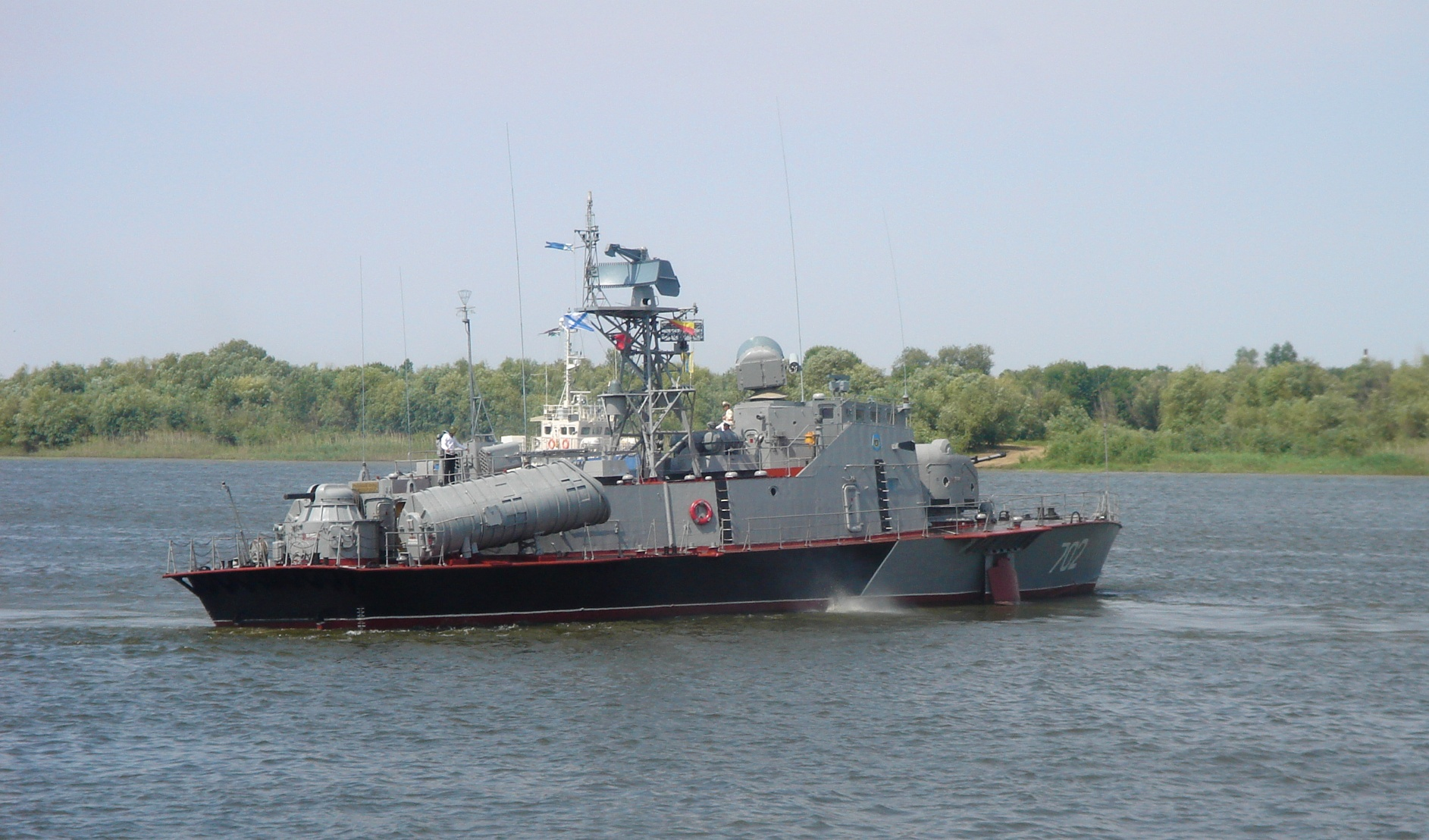
Ruský raketový člun Budjonovsk

- Gruzínské námořnictvo – Roku 1999 od ukrajiny získán raketový člun Tbilisi (302). Dne 13. srpna 2008 v Poti zničen ruskými výsadkáři.[1]

 Rusko
- Ruské námořnictvo

 Sovětský svaz
- Sovětské námořnictvo

 Ukrajina
- Ukrajinské námořnictvo – Získalo celkem pět plavidel.[1]